# Nadelkraut
Das Nadelkraut (Crassula helmsii) ist eine Pflanzenart aus der Gattung Dickblatt (Crassula) innerhalb der Familie der Dickblattgewächse (Crassulaceae). 

## Beschreibung

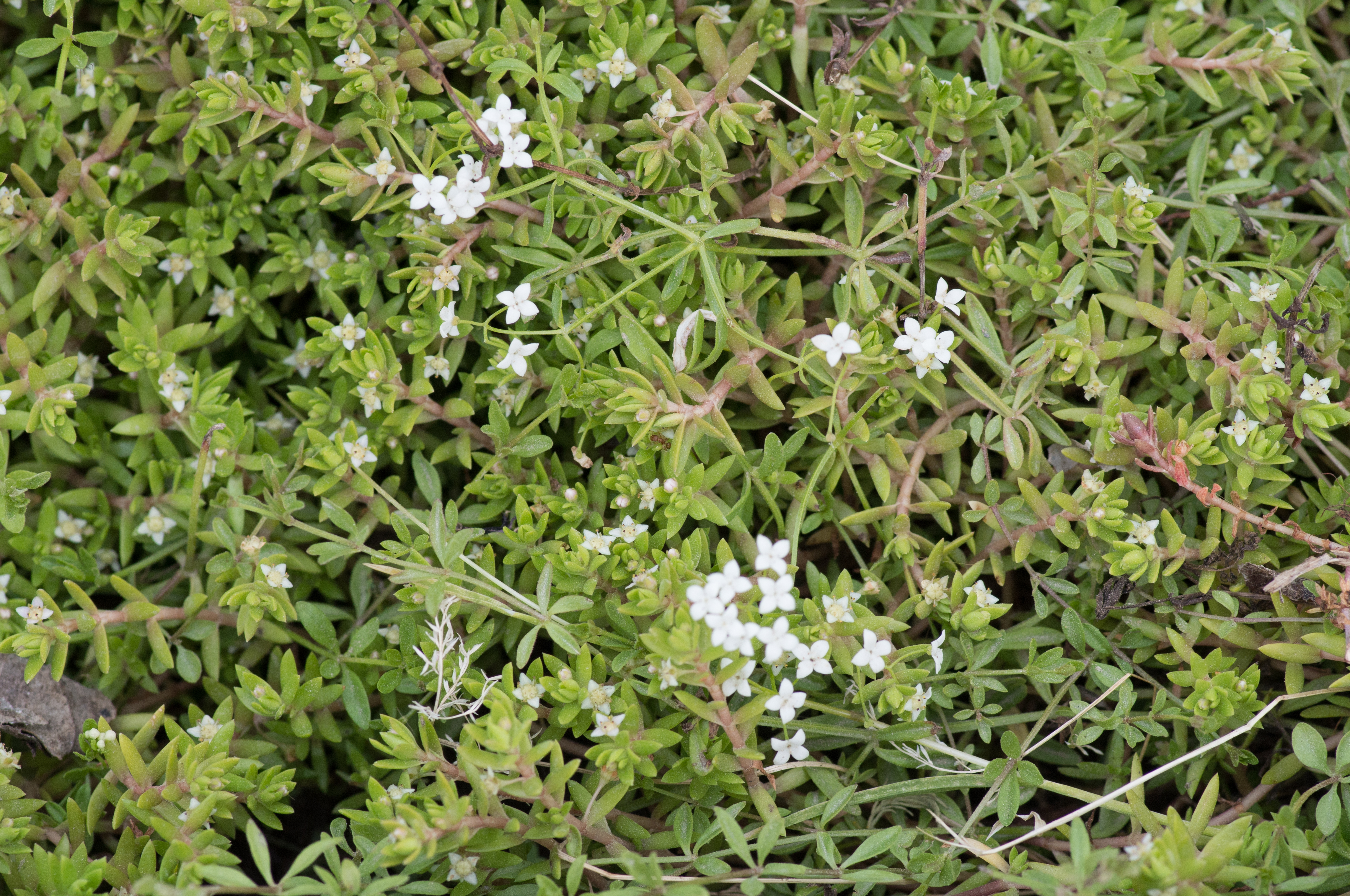
Habitus, Laubblätter und Blüten

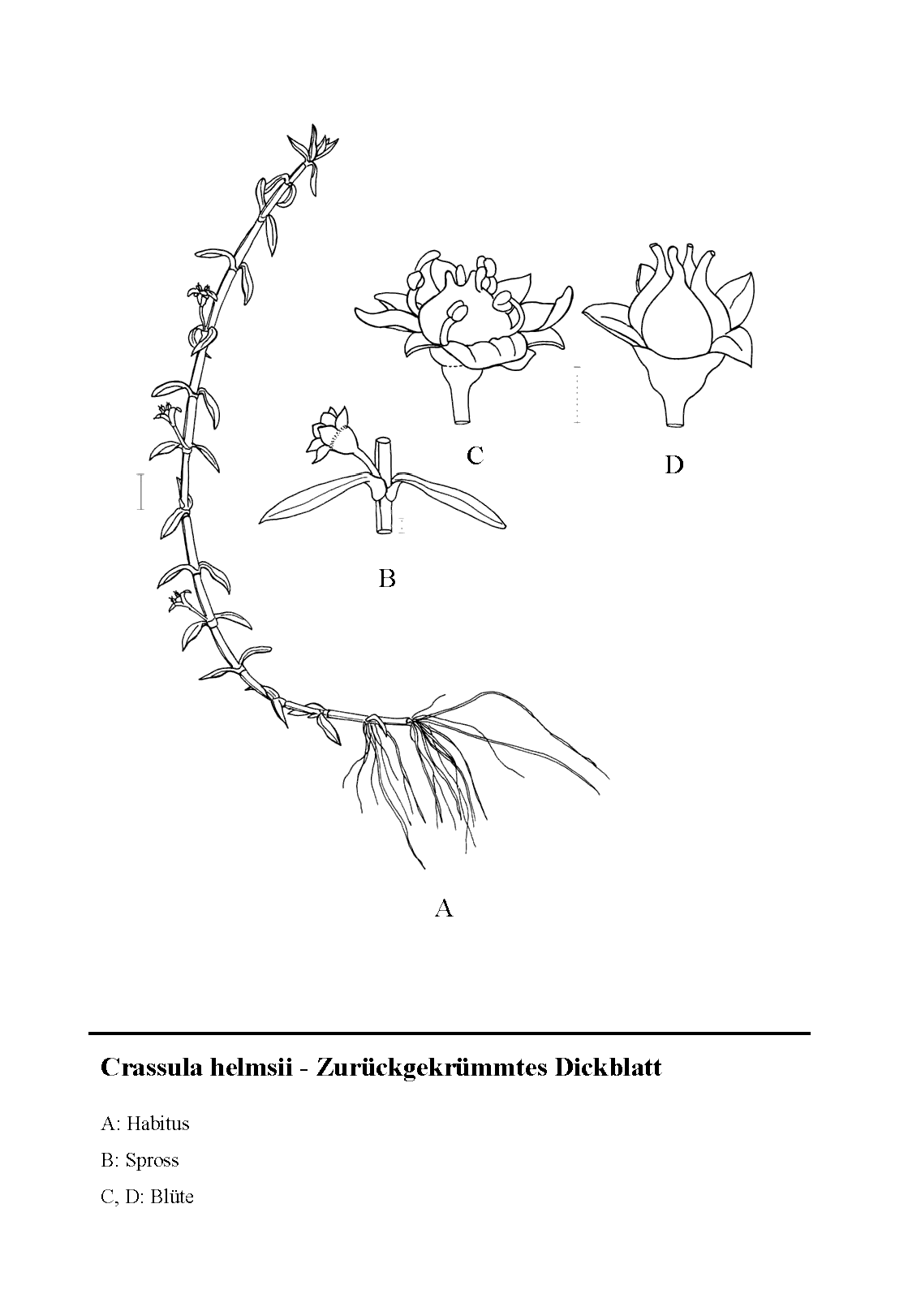
Illustration

### Vegetative Merkmale
Das Nadelkraut ist eine einjährige bis schwächlich ausdauernde, stark verzweigte Pflanze, deren Sprossachsen mit aufgerichtetem Ende kriechen und die Wuchshöhen von bis zu 12 Zentimetern erreicht. Schwimmende Triebe werden bis zu 25 Zentimeter lang.
Die eher flachen und leicht fleischigen, grünen bis braunen Laubblätter sind bei einer Länge von 3 bis 8, selten bis zu 12 Millimetern sowie einer Breite von 1 bis 2, selten 0,8 bis 8 Millimetern länglich-lanzettlich bis länglich-elliptisch.

### Generative Merkmale
Die Blüten erscheinen einzeln in den Blattachseln. Ihr Blütenstiel ist zur Fruchtzeit 4 bis 7 Millimeter lang.
Die zwittrige Blüte ist radiärsymmetrisch und vierzählig mit doppelter Blütenhülle. Die dreieckigen Kelchblätter sind 0,6 bis zu 0,8, selten bis zu 1 Millimeter lang. Die becherartige Blütenkrone ist weiß. Ihre lanzettlichen, zugespitzten Kronblätter sind ausgebreitet bis etwas zurückgebogen und weisen eine Länge von 1,6 bis zu 2 Millimeter auf. Die länglich keilförmigen, gestutzten Nektarschüppchen sind weiß. 
Die Samen sind glatt oder weisen feine, häufig unvollständige Längsrippen auf.

## Vorkommen
Das auch Australisches Nadelkraut genannte Nadelkraut ist in Neuseeland, im südöstlichen Australien einschließlich Tasmaniens verbreitet. In Frankreich, Großbritannien und in Irland kommt es an vielen Orten eingeschleppt und als „Unkraut“ verwildert vor. Im Vereinigten Königreich wurde daher der Verkauf von Crassula helmsii (dort als Australian swamp stonecrop bekannt) mit Wirkung ab April 2014 verboten.
In Deutschland ist Crassula helmsii seit 1981 nachgewiesen, wo sie erst im Pfälzerwald, später auch in Niedersachsen, Bremen, Hamburg und Hessen gefunden wurde. Da sie heimische Süßwasser-Lebewesen verdrängen kann, wurde sie in Deutschland 2013 auf die Schwarze Liste invasiver Arten (Frühwarnliste) gesetzt. In der Schweiz wurde es in die Schwarze Liste der invasiven Neophyten aufgenommen und der Freisetzungsverordnung unterstellt.
Crassula helmsii bürgert sich ein in Pflanzengesellschaften des Verbands Potamogetonion pectinati oder des Littorellion.

## Taxonomie
Die Erstbeschreibung erfolgte unter dem Namen (Basionym) Tillaea helmsii durch Thomas Kirk wurde 1899 veröffentlicht. Das Artepitheton helmsii ehrt den deutschen Botaniker Richard Helms (1842–1914). Leonard C. Cockayne stellte diese Art, als Crassula helmsii (Kirk) Cockayne, in die Gattung Crassula. Ein Synonym für Crassula helmsii (Kirk) Cockayne ist Crassula recurva (Hook. f.) Ostenf.

## Nachweise